# AK-176 (両用砲)
AK-176 76mm単装速射砲 (英: AK-176 76 mm gun) は、ソビエト連邦が開発した艦砲である。57mm連装砲AK-725の後継として1970年代中頃から運用を始め、ソ連海軍のミサイル艇や警備艦を中心に搭載された。現在もロシア海軍のミサイル艇や警備艦を中心に多くの艦艇に搭載されている。

## 概要
単装砲ながら従来の連装砲以上の発射速度（最大毎分120発）を誇る。オート・メラーラ 76 mm 砲に匹敵する高い速射力と追尾能力をもち、対空・対水上に使用できる高性能な両用砲であり、比較的コンパクトに収められている。高い発射速度を維持するため、砲身は水冷式となっている。
発射速度は毎分30発、60発、120発の中から選択できる。同砲は主としてMR-123ヴィーンペル(Vympel)または、MR-123-02コラル(Koral) FCSにより管制されるが必要に応じて砲側での射撃指揮も可能なようになっている。
なお、本砲の改良型としてAK-176Mがある。また、ステルス性に配慮したシールドを採用した改良型AK-176M1が提案されているが、現時点で採用は確認されていない。
中国ではロシアから購入したAK-176Mを参考に国産化を図ったコピー版であるH/PJ26が開発された。独自にステルス性に配慮したシールドを採用しており、開発国の中国に加え、パキスタンやバングラデシュなどで採用されている。

## 採用国と搭載クラス
現役艦艇及び退役艦艇一覧

### ロシア及びヨーロッパ
- ソビエト連邦海軍/ ロシア海軍
  - ゲパルト型フリゲート
  - グリシャIV/V型コルベット
  - パルヒムII型コルベット
  - ダーガチ級コルベット（英語版）
  - ナヌチュカIII/IV級コルベット
  - タランタル型コルベット
  - パウクI型コルベット
  - マトカ型ミサイル艇
  - スヴェトリャク型哨戒艇
  - ゴーリャ級掃海艦（英語版）
  - ロプーチャ級揚陸艦
- 情報収集艦「ウラル」
- ロシア国境軍
  - グリシャV型コルベット
  - パウク-I型/II型国境警備艦
  - スヴェトリャク型哨戒艇 (Project 10410)
  - ムラヴィイェ級警備艇（英語版）
- ウクライナ海軍
  - タランタル型コルベット
  - パウクI型コルベット
  - マトカ型ミサイル艇
  - ムラヴィイェ級警備艇
- グルジア海軍
  - マトカ型ミサイル艇
- ブルガリア海軍
  - タランタル型コルベット
- ポーランド海軍
  - カシュブ (Project 620)
  - タランタル級コルベット(Project 12411RE)
  - オルカン級ミサイル艇(Orkan class missile boat;Project 660)
- ルーマニア海軍
  - コントラアミラル・イェウスタツィウ・セバスティアン級コルベット
  - ズボルル級コルベット (タランタル型コルベット）
- 人民海軍
  - タランタル型コルベット
  - ザスニッツ級ミサイル艇（Sassnitz class)

### アジア及びアフリカ、南北アメリカ
- 中国人民解放軍海軍
  - 054A型フリゲート
  - 紅箭型ミサイル艇
  - 056型コルベット
  - 玉昭型揚陸艦
- 中国海警局
  - 718B型巡視船
  - 818型巡視船
- インド海軍
  - ククリ級コルベット
  - コーラ級コルベット
  - ヴィール級コルベット
  - アバイ級コルベット
- ベトナム人民海軍
  - KBO-200型フリゲート
  - タランタル型コルベット
  - BPS-500ミサイル艇
  - スヴェトリャク型警備艇
- パキスタン海軍
  - ズルフィカル級フリゲート
- イエメン海軍
  - タランタル型コルベット
- アルジェリア海軍
  - ジュベル・シェヌア級コルベット（英語版）
  - スーマム級練習艦（T50A型）
- キューバ海軍
  - パウクII型コルベット